# Chiesa di Sant'Andrea in Pozzale
La chiesa di Sant'Andrea in Pozzale è una chiesa di Fornacette, frazione del comune di Calcinaia (PI)
Citata in un documento del 1213, la chiesa fu completamente riedificata nel corso del XVIII secolo secondo un rigoroso stile neoclassico evidente nella semplice partizione della facciata. All'interno, ad unica aula, si segnalano l'altare maggiore composto da due pregevoli mensole settecentesche in marmo provenienti dalla chiesa del Santo Sepolcro di Pisa, trasportate qui alla metà dell'Ottocento, ed alcuni dipinti seicenteschi di scuola pisana.
È stata la principale chiesa di Fornacette per secoli, fino al 2002 quando venne inaugurata nel paese la più grande chiesa "Regina Pacis". Viene tuttora utilizzata per alcune messe e funerali.